# 1616 en musique classique
| \| • Retour à la chronologie générale de la musique classique • \| |
| Grèce • Rome • Haut Moyen Âge • VIIIe siècle • IXe siècle • Xe siècle • XIe siècle XIIe siècle • XIIIe siècle • XIVe siècle • XVe siècle • XVIe siècle • XVIIe siècle XVIIIe siècle • XIXe siècle • XXe siècle • XXIe siècle |
| • Retour à la chronologie générale de la musique classique • |

| Années en musique classique : 1613 - 1614 - 1615 - 1616 - 1617 - 1618 - 1619    |
| Décennies en musique classique : 1580 - 1590 - 1600 - 1610 - 1620 - 1630 - 1640 |

## Œuvres
- Deliciae sacræ, de Peter Philips.
- Le Secret des Muses, de Nicolas Vallet.
- Præludia testudinis, de Joachim van den Hove.

## Naissances

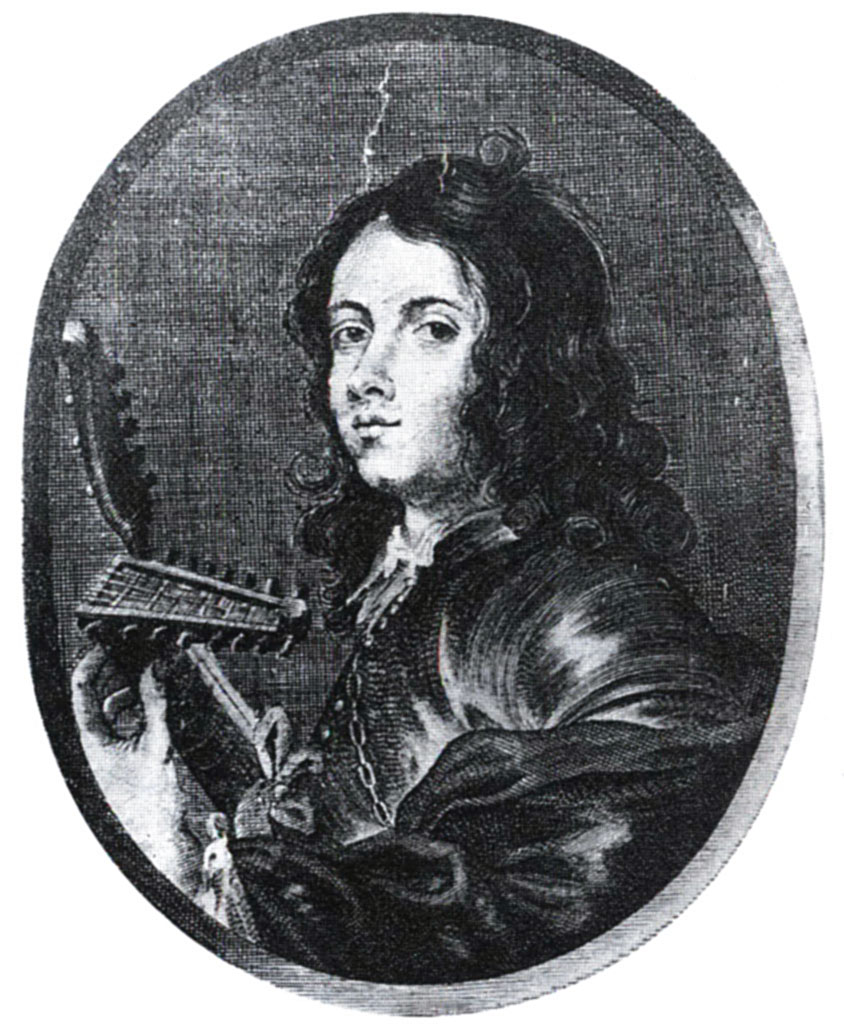
Jacques de Saint-Luc

- 29 mars : Johann Erasmus Kindermann, organiste et compositeur baroque allemand († 14 avril 1655).
- 18 mai : Johann Jakob Froberger, compositeur allemand († 7 mai 1667).

Date indéterminée :
- Maurizio Cazzati, compositeur italien († 28 septembre 1678).
- Henry Cooke, compositeur, chanteur et comédien anglais († 13 juillet 1672).
- Jacques de Saint-Luc, musicien des Pays-Bas espagnols († 1708).
- Matthias Weckmann, compositeur allemand († 24 février 1674).
- Pietro Andrea Ziani, organiste et compositeur italien († 12 décembre 1684).

## Décès
- 9 juin : Cornelis Schuyt, compositeur hollandais (° 1557).